# Calligra Stage
Calligra Stage （原名 KPresenter）是一個自由的簡報演示程序，Calligra Suite辦公軟體套裝的一部分。
Calligra Stage是通過一個可擴展插件系統，因此很容易添加新的效果，新的內容元素，甚至新的方法來管理您的演示文稿。一些易於使用實例特點是支持佈局、特別幻燈片概述於察看期間，支持許多不同的演講的主持人的slider在同一個演示文稿，酷炫的過渡特效和有用的筆記功能。
Calligra Stage 原生使用的格式為ODF（OpenDocument Format）格式。

## 外部連結
- 官方网站